# Васине Лазе
Васине Лазе су насељено место у саставу града Пожеге, у Славонији, Република Хрватска.

## Становништво
Насеље је према попису становништва из 2011. године имало 29 становника.
| Националност       | 1991.       |
| Срби               | 29 (85,29%) |
| Хрвати             | 5 (14,70%)  |
| Југословени        | 0           |
| остали и непознато | 0           |
| Укупно             | 34          |